# Marzio Ginetti
Marzio Ginetti (Velletri, 7 febbraio 1586 – Roma, 1º marzo 1671) è stato un cardinale e vescovo cattolico italiano.

## Biografia
Di famiglia nobile, figlio di Giovambattista Ginetti e Olimpia Ponzianelli, da giovanissimo si recò a Roma per completare i suoi studi. Entrò nella curia romana come ciambellano d'onore di papa Paolo V. Nel 1607 divenne abbreviatore di parco maggiore ed entrò in relazioni con il cardinale Maffeo Barberini, il futuro papa Urbano VIII. Nel 1609 è referendario della Segnatura Apostolica, poi votante. Ebbe incarichi nella sede suburbicaria di Sabina, prima come presidente, poi come vicario del cardinale Odoardo Farnese, per il quale fu anche vicario della diaconia di Santa Maria in Via Lata. Ottenne anche i posti di auditore del camerlengo di Santa Romana Chiesa e di segretario della Sacra Consulta.
Papa Urbano VIII lo creò cardinale in pectore nel concistoro del 19 gennaio 1626. Il 5 febbraio dello stesso anno lo nominò prefetto del Palazzo apostolico e della Corte pontificia. Fu pubblicato nel concistoro del 30 agosto 1627 e il 6 ottobre dello stesso anno ricevette la diaconia di Santa Maria Nuova. Fu nominato vicario di Roma il 2 ottobre 1629. Il 6 febbraio 1634 optò per la diaconia di Sant'Angelo in Pescheria.
Ebbe in seguito incarichi diplomatici, come legato in Austria, a Bologna e a Ferrara.
Il 14 marzo 1644 optò per la diaconia di Sant'Eustachio. Lo stesso anno prese parte al conclave che elesse papa Innocenzo X, quindi optò per l'ordine dei cardinali preti ed ebbe successivamente i titoli di Santa Maria degli Angeli il 17 ottobre 1644, di San Pietro in Vincoli il 19 febbraio 1646 e di Santa Maria in Trastevere il 23 settembre 1652.
Intanto fu promosso a diversi incarichi nei dicasteri romani: prefetto delle Sacre Congregazioni dei Vescovi e Regolari, dei Riti e dell'Immunità Religiosa.
Il 9 giugno 1653 optò per l'ordine dei cardinali vescovi ed ebbe la sede suburbicaria di Albano. Dopo aver partecipato al conclave che elesse papa Alessandro VII nel 1655, ottenne il 2 luglio 1663 la sede suburbicaria di Sabina, di cui era stato vicario in gioventù.
L'11 ottobre 1666 divenne vice decano del collegio cardinalizio ed ebbe quindi la sede suburbicaria di Porto e Santa Rufina. Partecipò in seguito ai conclavi che elessero papa Clemente IX nel 1667 e papa Clemente X nel 1670.
Morì nel 1671 e fu sepolto nella chiesa romana di Sant'Andrea della Valle.

## Genealogia episcopale e successione apostolica
La genealogia episcopale è:
- Cardinale Guillaume d'Estouteville, O.S.B.Clun.
- Papa Sisto IV
- Papa Giulio II
- Cardinale Raffaele Riario
- Papa Leone X
- Papa Paolo III
- Cardinale Francesco Pisani
- Cardinale Alfonso Gesualdo
- Papa Clemente VIII
- Cardinale Pietro Aldobrandini
- Cardinale Laudivio Zacchia
- Cardinale Antonio Barberini, O.F.M.Cap.
- Cardinale Girolamo Colonna
- Cardinale Francesco Barberini
- Cardinale Marzio Ginetti

La successione apostolica è:
- Vescovo Francisco Tello de León, O.SS.T. (1654)